# Intertekstualitet
Intertekstualitet betegner det forhold, at et værk eller en ytring direkte eller indirekte refererer til et andet. Intertekstualitet eller intertekstuel reference skal både forstås som de tekster et værk er skrevet over, refererer til, går i dialog med eller på anden måde står i relation til. Begrebet betegner det forhold, at kunsten per definition altid er i dialog med sig selv, og at enhver tekst har andre tekster som forudsætning.
"Inter" er latin og betyder "mellem". Ordet intertekstualitet henviser altså til det, der foregår "mellem tekster", men tekst skal her forstås meget bredt – det kan være en film, en reklame, en tegneserie, et computerspil osv. I dag bruges det ikke kun til at beskrive referencer i litteraturen; det eksisterer i alle medier. Det er intertekstualitet, når en film f.eks. citerer en anden film, bruger figurer fra en anden film eller ironiserer over en kendt scene fra en klassiker. Mange amerikanske komediefilm bruger intertekstuelle referencer, i og med at de henviser til handlingen i andre Hollywood-film. Man refererer altså til noget, som er sket eller sagt i en anden film eller et andet billede.
Fænomenet er ældre end begrebet: Renæssancens kunstnere imiterede antikkens "gamle mestre" og lod dem være eksplicit målestok for, hvad der var skønt. Dette er et tydeligt eksempel på kunst, der går i dialog med kunst. Fænomenet blev begrebsliggjort af den fransk-bulgarske kritiker Julia Kristeva.

## Historie
Intertekstualitet er som begreb gennem tiden blevet forstået og anvendt på forskellige måder siden dets dannelse. Der følger således en række intertekstualitetsteorier, som er defineret forskelligt fra teoretiker til teoretiker.
Oprindeligt blev intertekstualitet indført af den bulgarsk-franske litteraturkritiker, Julia Kristeva, som et litterært begreb. Begrebet optræder først gang i hendes bog "Desire in Language: A Semiotic Approach to Literature and Art", som blev udgivet i 1969. Med begrebet dannede Kristeva en syntese af Ferdinand de Sausurres semiotik og Mikhail Bakhtins dialogisme . Ifølge Kristeva er der grundlæggende to forskellige holdninger til og måder at forstå intertekstualitetsbegrebet: Den ekstensive og den restriktive. Den ekstensive stammer fra Kristeva og er også formuleret af Roland Barthes. Her betragtes intertekstualitet som grundlæggende vilkår og funktionsmodus for litteraturen; en tekst vil uvægerligt bestå af og dermed også læses som en sammenvævning af andre tekster, fordi andre tekster er forudsætningen for at denne tekst kan eksistere og læses af andre. Den restriktive forstår intertekstualitet som et mere bevidst litterært begreb, hvor teksten interagerer eksplicit med andre tekster. Den restriktive forståelse kan inddeles i to hovedkategorier:
1) Tekster der er til stede i andre tekster. Eksempelvis som i Shrek-filmene, hvor kendte eventyrfigurer som Tornerose, Den bestøvlede kat og Pinocchio placeres i filmens nye rammer.
2) Tekster, der er afledt af tidligere tekster. Eksempelvis som når James Joyces Ulysses genfortæller Homers Odyseen). Dette kaldes af Gérard Genette også for hypertekstualitet .
Mikhail Bakhtins intertekstualitetsteori kigger på teksters forbindelse til samtiden. Han betragter tekster som flerstemmige og udleder deraf sin dialogisme.
Også Gérard Genettes har defineret begrebet, men her som et underbegreb. I sin tekst "Palimpstes" (udgivet på fransk i 1982 og engelsk i 1997) opstiller Genette overbegrebet 'transtekstualitet', som helt bredt betegner det forhold, at et eller flere elementer (i bredeste forstand) flyttes fra en tekst til en anden. Genettes definere altså intertekstualitet som et specifikt underbegreb, og udbygger forståelsen af teksters sammenspil med andre tekster. Han deler transtekstualitet op i fem underbegreber:
- Intertekstualitet: At en eller flere tekster er til stede samtidig i teksten på samme tid. Optræder ofte i citatform.
- Paratekstualitet: At en tekst interagerer med en omgivende paratekst. En paratekst kan være en titel, forord, billede, bagsidetekst mm.
- Metatekstualitet: At en tekst indeholder eller omgives af en tekst, der kommentarer og fortolker den uden at nævne eller citerer den.
- Arketekstualitet: Relationer der forbinder tekster i deres helhed med de diskurser, de tilhører.
- Hypertekstualitet: Relationer der forbinder en tekst (hyperteksten) med med en tidligere tekst (hypoteksten), så hyperteksten bliver en tekst på et andet niveau i kraft af dette[4].

## Eksempler i litteraturen
- Ulysses (1922) af James Joyce: En genfortælling af Homers Odysseen, hvor handlingens begivenheder finder sted i Dublin.
- Den flammende verden (eng. The Blazing World) (2014) af Siri Hustvedt: Indeholder mange referencer, heraf også referencer med direkte kildehenvisninger: Fra Mary Shelleys Frankenstein over popart-kunstner Roy Lichtenstein til filosof og teolog Søren Kierkegaard.
- Bridget Jones's Diary (1996) af Helen Fielding: En moderne romantisk komedie, som især refererer Jane Austen's Pride and Prejudice.

## Intertekstualitet som analyseredskab på film
Intertekstualitet er først brugt som et litterært begreb, men er siden udvidet til at analysere andre tekster som film. Når man analyserer intertekstualitet på film skelner man mellem to former:
Først den relationelle intertekstualitet, som er filmens relation med andre tekster. For eksempel en analyse af en filmatisering, hvor fokus er på relationen mellem bog og film. J. K. Rowlings bøger om magikeren Harry Potter, der blev omsat til populærfilmene, kan nævnes som eksempel.
Og så den iboende intertekstualitet, som er hvordan intertekstualitet fungerer i den enkelte tekst. Her analyserer man, hvordan en film bruger intertekstualitet som æstetisk virkemiddel i den filmiske fortælling. Ved den iboende intertekstualitet skelner man herunder eksplicitte og implicitte iboende intertekstualitet. Den eksplicitte intertekstualitet tydeliggør tekstgenkendelsen, så tilskueren både kan genkende referencen eller citatet. Men også brugsgenkendelsen tydeliggøres, så tilskueren kan genkende den måde, som karaktererne bruger fiktionen på. Den implicitte iboende intertekstualitet ligger i ordets betydning - den er implicit, og afhænger fuldstændig af tilskuerens kulturelle referenceramme, og den lægger op til tilskuerende tekstgenkendelse på film.
Eksempler på den iboende intertekstualitet på film rækker lige fra Quetin Tarantinos Pulp Fiction (2014), som i høj grad spiller på den iboende implicit intertekstualitet, til filmene om Shrek (2001-2010), hvor den eksplicitte intertekstualitet er tydelige